# Sudão nos Jogos Olímpicos de Verão de 2000
Sudão participou dos Jogos Olímpicos de Verão de 2000 em Sydney, Austrália.